# الفولكلور السوداني

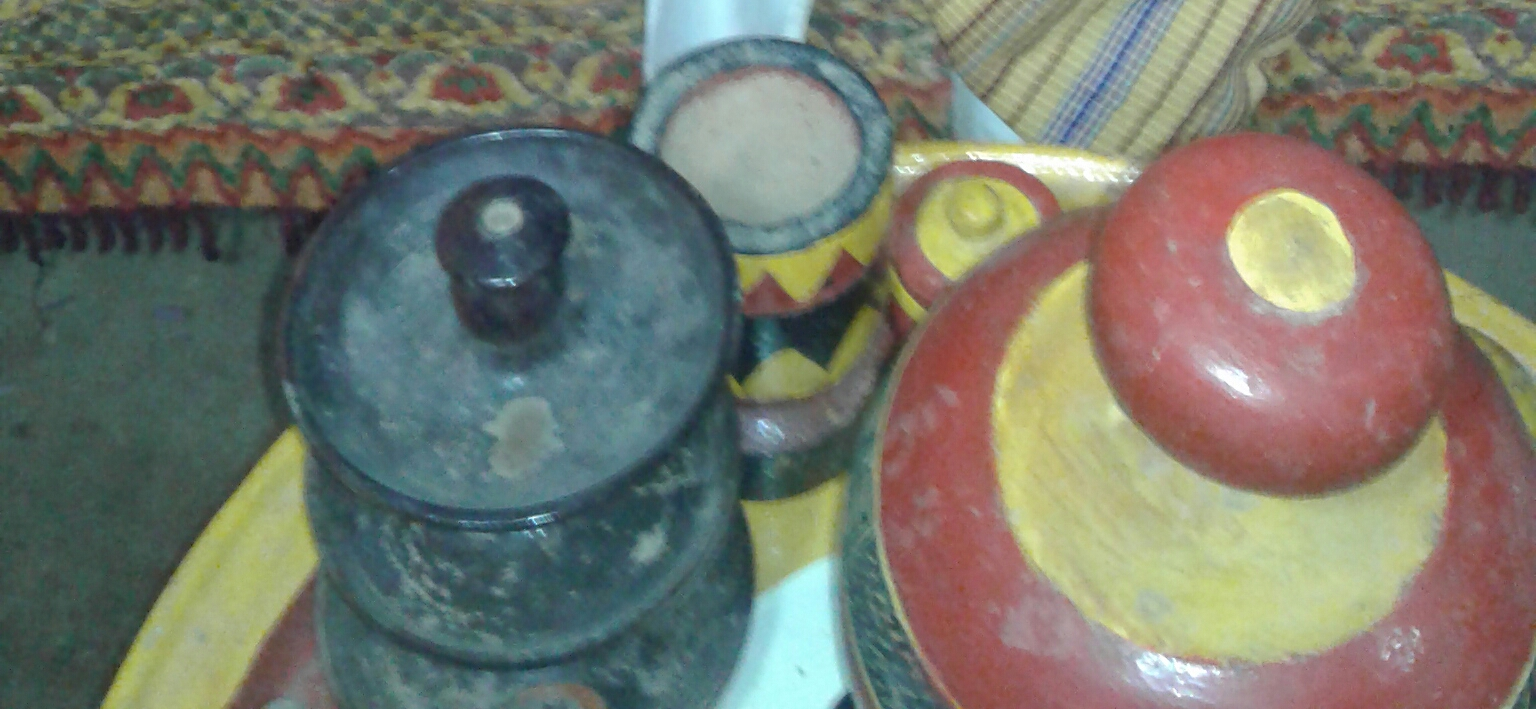

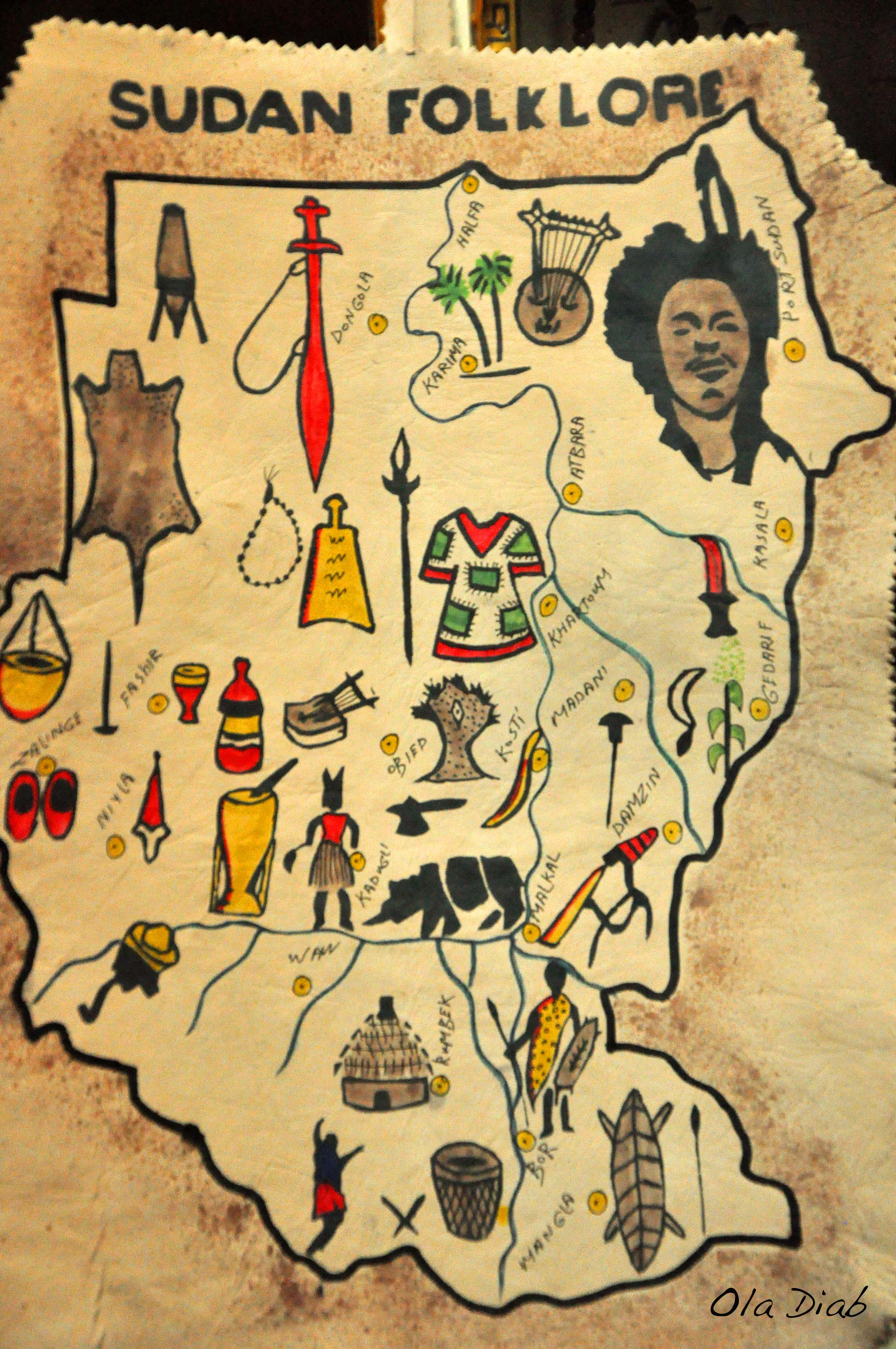

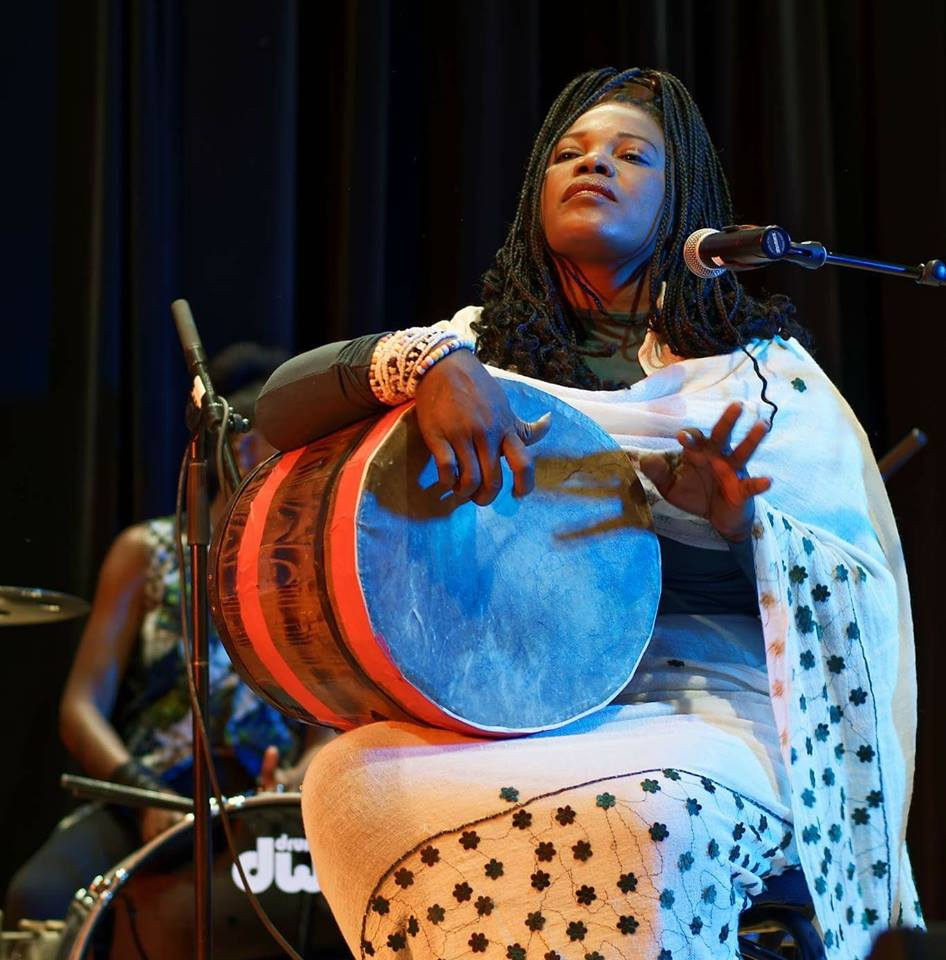
أسية المدني

يعتبر علم الفلكلور من العلوم الحديثة في السودان. تم اعداد دراسات عن الفولكلور الفلكلورالسوداني من طلاب معهد الدراسات الأفريقية والاسيوية، حيث يمثل
هذا المعهد الجهة الاكاديمية الوحيدة التي تدرس الفلكلور بمستوى فوق الجامعي. و قد عملت هذه الدراسات على التركيز على المجتمعات الحديثة ودراسة الابداع الشعبى لانسان هذه المجتمعات
المتمدنة بدلا عن المجتمعات الريفية. يشمل الفولكلور السوداني موروثات ظلت تنتقل من جيل إلى اخر حتى العصر الحالي منها على سبيل المثال وليس الحصر الحكايات الشعبية, المثل الشعبى، أغانى الهدهدة، الدوبيت, اغاني البنات، و الابتهالات الدينية. يوجد تنوع في السودان في الموروثات والعادات على اختلاف القبائل و المناطق مما أدى إلى تنوع الفولكلور السوداني
فمثلا يتم أداء الرقص الشعبي في مناطق السودان المختلفة بطرق و أزياء مختلفة .إن الكتابة عن السودان تاريخياً أو اجتماعياً أو سياسياً كمن يشاهد جبل جليد في أحد المحيطات، الجزء المخفي منه أكبر بكثير من الجزء الظاهر. من هذا المنطلق يأتي ثراء الحديث عن السودان المجتمع، العادات، والتقاليد. هذا ما يتناوله الباحث السوداني الدكتور نصر الدين سليمان رئيس قسم الفلكلور وعميد كلية الآداب والدراسات الإنسانية بجامعة دنقلا، صاحب العديد من الكتب في الموضوعات ذات الصلة

## الفلكلور و الادب

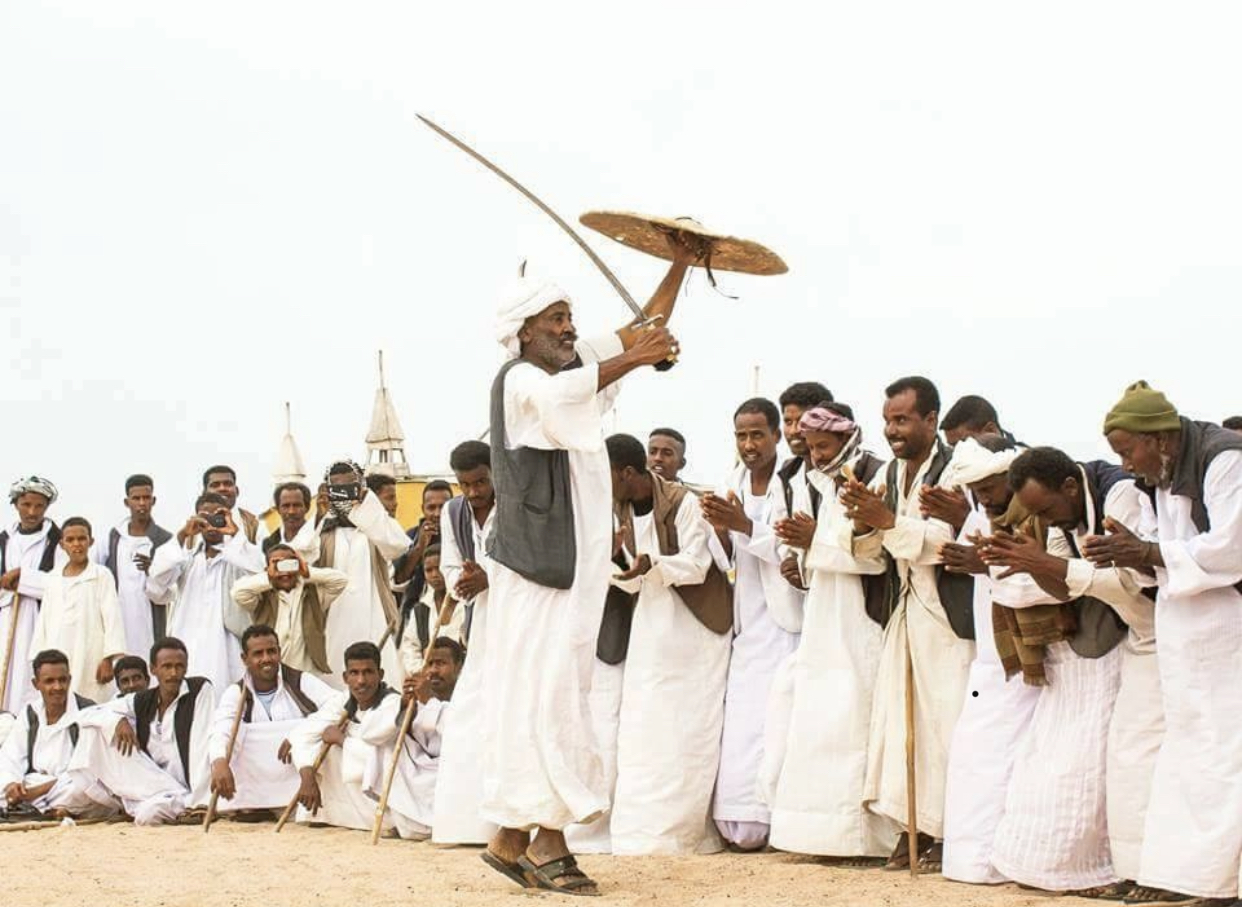
رقص البيبوب

يلتقي الفلكلور السوداني مع الأدب في نقاط كثيرة حيث يشمل الفولكلور العديد من الفنون كفن القول والدراما، بالإضافة إلى ذلك فإن الأدب والفولكلور يقومان
على محاكاة الواقع وتصويره بشكل تجريدي. بما أنه لا يمكن لأى إنسان أن يكون أدبيا فليس من السهل عليه أن يكون مؤديا للإبداع الشعبي مما يدل على ضرورة الموهبة والتدريب.
وقد دافع الباحث الروسي بورى سوكولوف في مقالته الرائدة «طبيعة الفولكلور وقضاياه» عن الفولكلور ورفض الصفات التي لحقت به مثل اللا شخصية أو مجهولية المؤلف.
كما دحض الكاتب في مقالته بعض المفاهيم المغلوطة التي شابت العلاقة بين الفولكلور والأدب.

## تاريخ الفلكلور في السودان

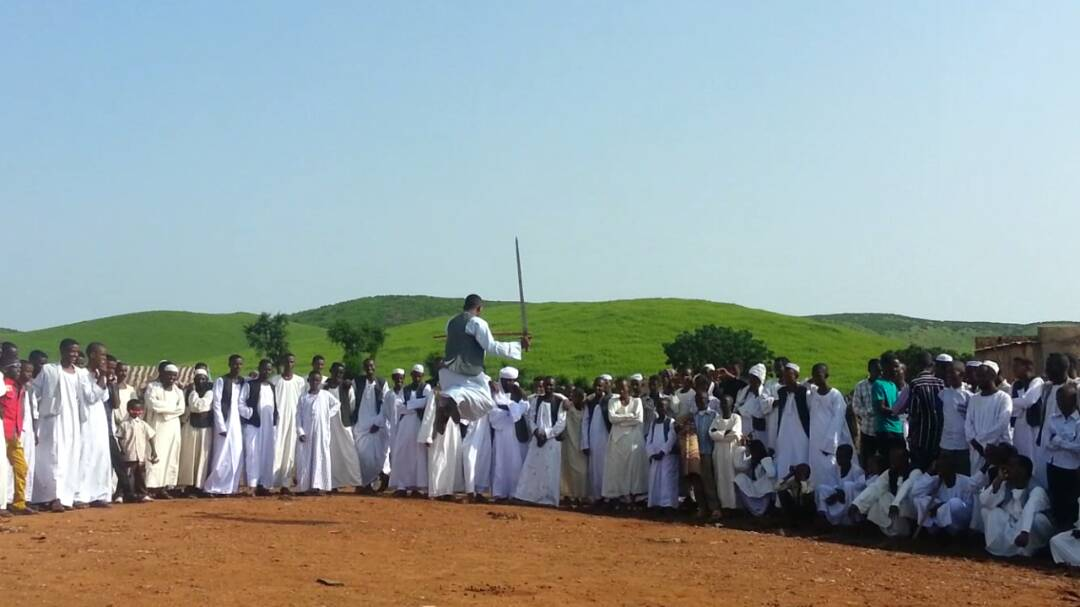
طقوس شعبية/ ايرات

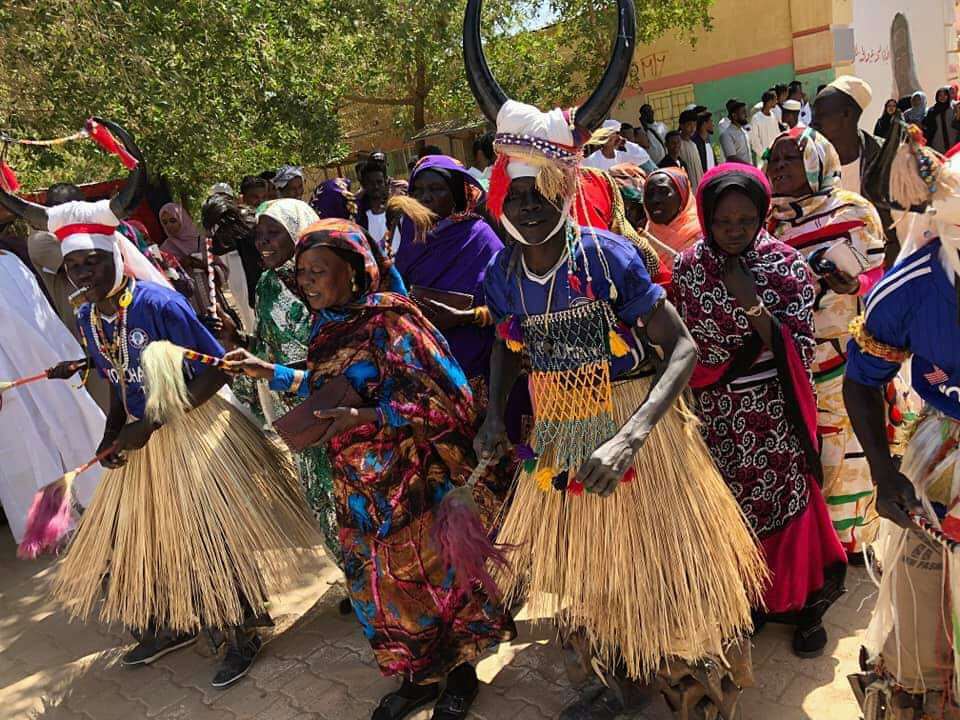
شعب البقارة

أنشئت أول مؤسسة أكاديمية في السودان تهتم بأمر الفولكلور في عام 1963 كوحدة تابعة لكلية الآداب(وحدة أبحاث السودان) جامعة الخرطوم ثم تطورت حتى صارت واحدة من ثلاث شعب
في معهد الدراسات الأفريقية والاسيوية.
تم إصدار عدد من الكتب في مجال مصادر الفولكلور السوداني منها أدبيات الفولكلور في السودان للكاتب المتخصص في علم الفولكلور أحمد عبد الرحيم نصر
وكتاب العربية في السودان للمؤلف عبد الله الضرير وهو أحد كبار علماء السودان.
رفد البروفسور محمد المهدي بشري المكتبة السودانية بأكثر من ٢٠ مؤلف في مجال الفلكلور
المحاور الرئيسية للكتابات الفولكلورية السودانية يمكن حصرها في العامية والتاريخ الشفاهي والشعر الشعبي.